# Sleepy Eye (Minnesota)
Sleepy Eye w stanie Minnesota jest miastem, liczącym około 3,5 tys. mieszkańców, leżącym w południowej części stanu, w hrabstwie Brown. Nazwa pochodzi od alternatywnego imienia wodza Indian z plemienia Siuksów, Ishtakhaba, który jest tam pochowany.

## Strony zewnętrzne
- Strona oficjalna